# Maxomys
Maxomys és un gènere de rosegadors de la família dels múrids. La seva distribució s'estén pel sud-est asiàtic, incloent-hi Laos, el Vietnam, i des de la península de Malaca fins a Palawan, Mindoro i illes properes del sud-oest de les Filipines, Sulawesi, Java i l'arxipèlag de Mentawai.
Tenen una llargada de cap a gropa de 10–24 cm i una cua que fa 8–22 cm. Pesen 35–285 g. El color del pelatge dorsal va des del marró vermellós fins al gris fosc, mentre que el ventral és blanc, gris o marró clar.